# Johann Samuel Traugott Gehler
Johann Samuel Traugott Gehler, né le 1er novembre 1751 à Görlitz et mort le 16 octobre 1795 à Leipzig, est un physicien et homme de lois allemand.

## Biographie
Il étudie les mathématiques, les sciences naturelles et le droit à l'université de Leipzig et obtient une habilitation en mathématiques en 1776 et de droit en 1777. 
Sénateur et assesseur de la haute cour de justice à Leipzig, on lui doit un Dictionnaire de physique (6 vol, 1787-1795) et des traductions en allemand d'ouvrages, entre autres, de Deluc, Faujas de Saint-Fond et Antoine-François Fourcroy. 